# 900 років Новгород-Сіверському князівству (монета)
«900 ро́ків Но́вгород-Сі́верському князі́вству» — ювілейна монета номіналом 5 гривень, випущена Національним банком України. Присвячена 900-річчю Новгород-Сіверського удільного князівства Київської Русі, утвореного на Любецькому з'їзді давньоруських князів. Похід новгород-сіверського князя Ігоря Святославича проти половців у 1185 році оспіваний у видатній пам'ятці давньоруської й світової літератури «Слово о полку Ігоревім».
Монету було введено в обіг 25 червня 1999 року. Вона належить до серії «Стародавні міста України».

## Опис монети та характеристики
| Номінал грн. | Метал      | Маса, грам | Діаметр, мм. | Якість виготовлення | Гурт     | Тираж, штук |
| ------------ | ---------- | ---------- | ------------ | ------------------- | -------- | ----------- |
| 5            | нейзильбер | 16,54      | 35,0         | звичайна            | рифлений | 50 000      |

### Аверс
На аверсі монети зображено у сонячному колі малий Державний Герб України, сполохані птахи та розміщено прямий стилізований напис: «УКРАЇНА», «5», «ГРИВЕНЬ», «1999».

### Реверс

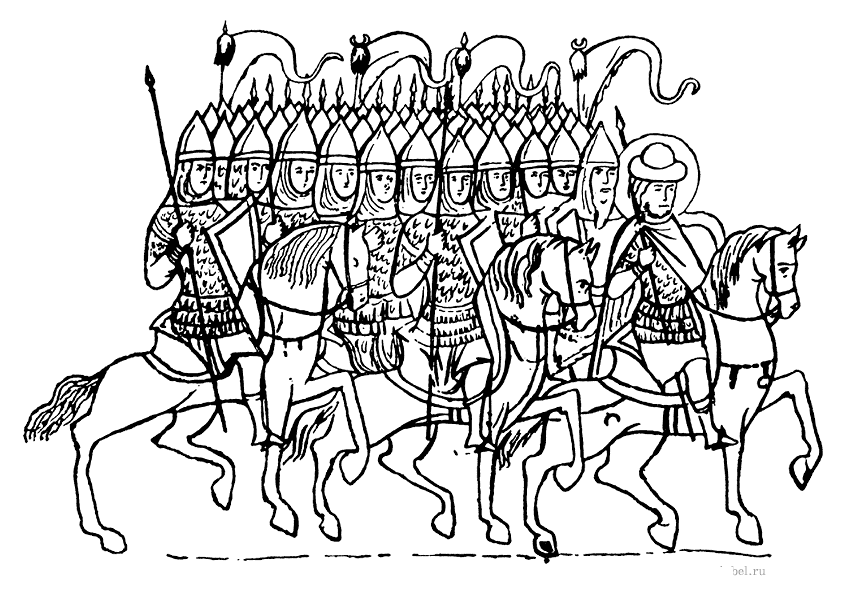
Княжа дружина

На реверсі монети розміщено літописне зображення княжої дружини у поході на тлі давньоруської фортеці та круговий стилізований напис: «НОВГОРОД-СІВЕРСЬКОМУ КНЯЗІВСТВУ 900 РОКІВ».

## Автори
- Художник — Атаманчук Володимир.
- Скульптор — Атаманчук Володимир.

## Вартість монети
Під час введення монети в обіг 1999 року, Національний банк України розповсюджував монету за її номінальною вартістю — 5 гривень.
Фактична приблизна вартість монети, з роками змінювалася так:
| Рік        | 2005 | 2006 | 2007 | 2008 | 2009 | 2010 | 2011 | 2012 | 2013 | 2014 | 2015 | 2016 | 2017 | 2018 | 2019 | 2020 | 2021 | 2022 | 2023 | 2024 | 2025 |
| ---------- | ---- | ---- | ---- | ---- | ---- | ---- | ---- | ---- | ---- | ---- | ---- | ---- | ---- | ---- | ---- | ---- | ---- | ---- | ---- | ---- | ---- |
| Ціна, грн. | 55   | 100  | 190  | 280  | 370  | 370  | 380  | 380  | 380  | 350  | 400  | 430  | 480  | 410  | 390  | 380  | 350  | 380  | 500  | 760  | 870  |